# Ledieniowo
Ledieniowo (ros. Леденёво) – wieś (dieriewnia) w Rosji, w obwodzie briańskim, w rejonie żukowskim. W 2010 liczyła 394 mieszkańców.